# 1-й переулок Тружеников
1-й переу́лок Тру́жеников — улица в центре Москвы в Хамовниках между 1-м Вражским и 2-м переулком Тружеников.

## Происхождение названия

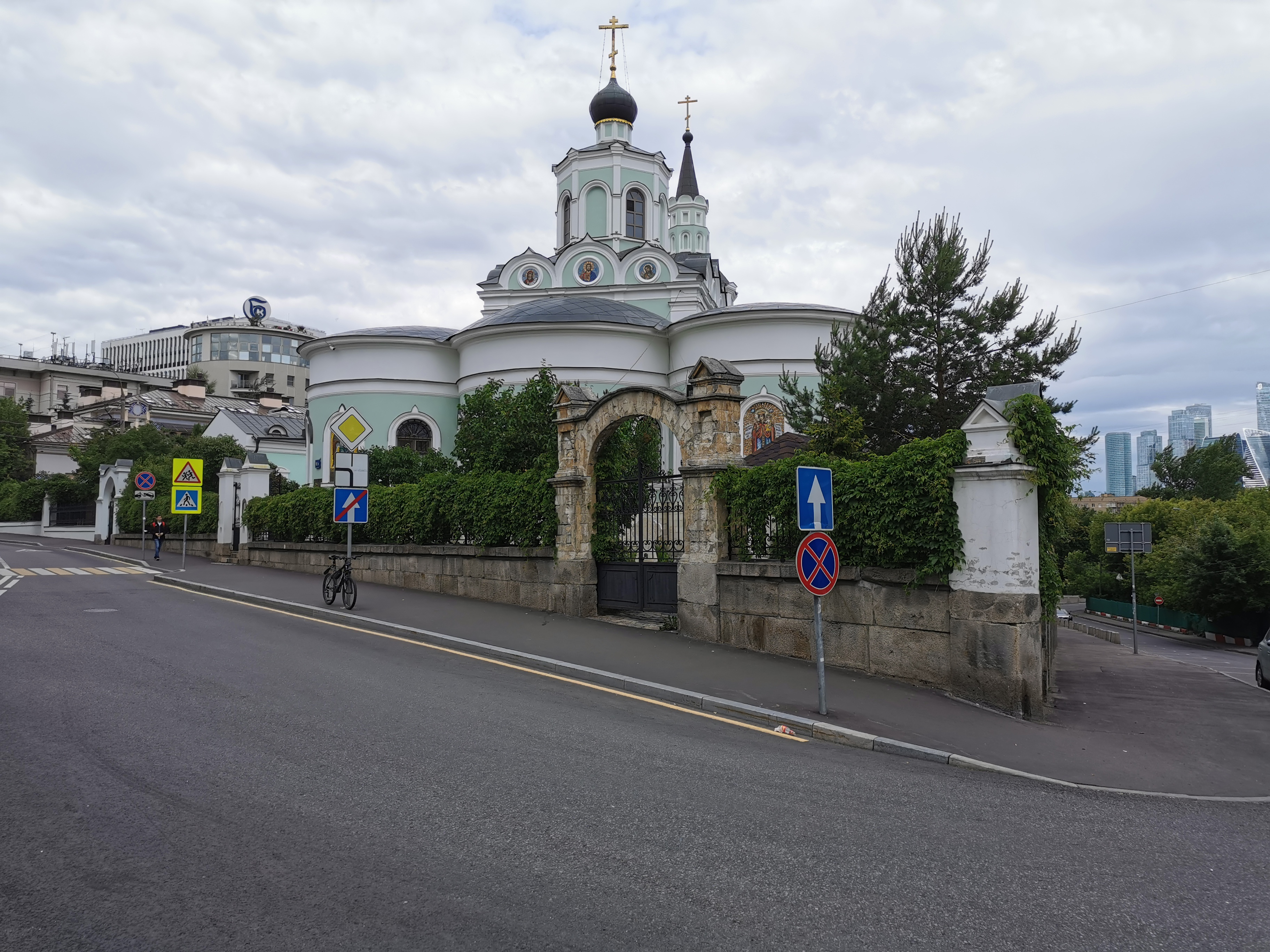
Храм Воздвижения Креста Господня

Ранее переулок имел название 1-й Воздвиженский, которое было присвоено по храму Воздвижения Креста Господня на Помётном вражке (позже Чистом). Храм Воздвижения построен в 1658 году, в 1901 году в нём венчались А. П. Чехов и О. Л. Книппер. Современное название переулку присвоено в 1936 году по находившейся в переулке швейной фабрике «Труд».

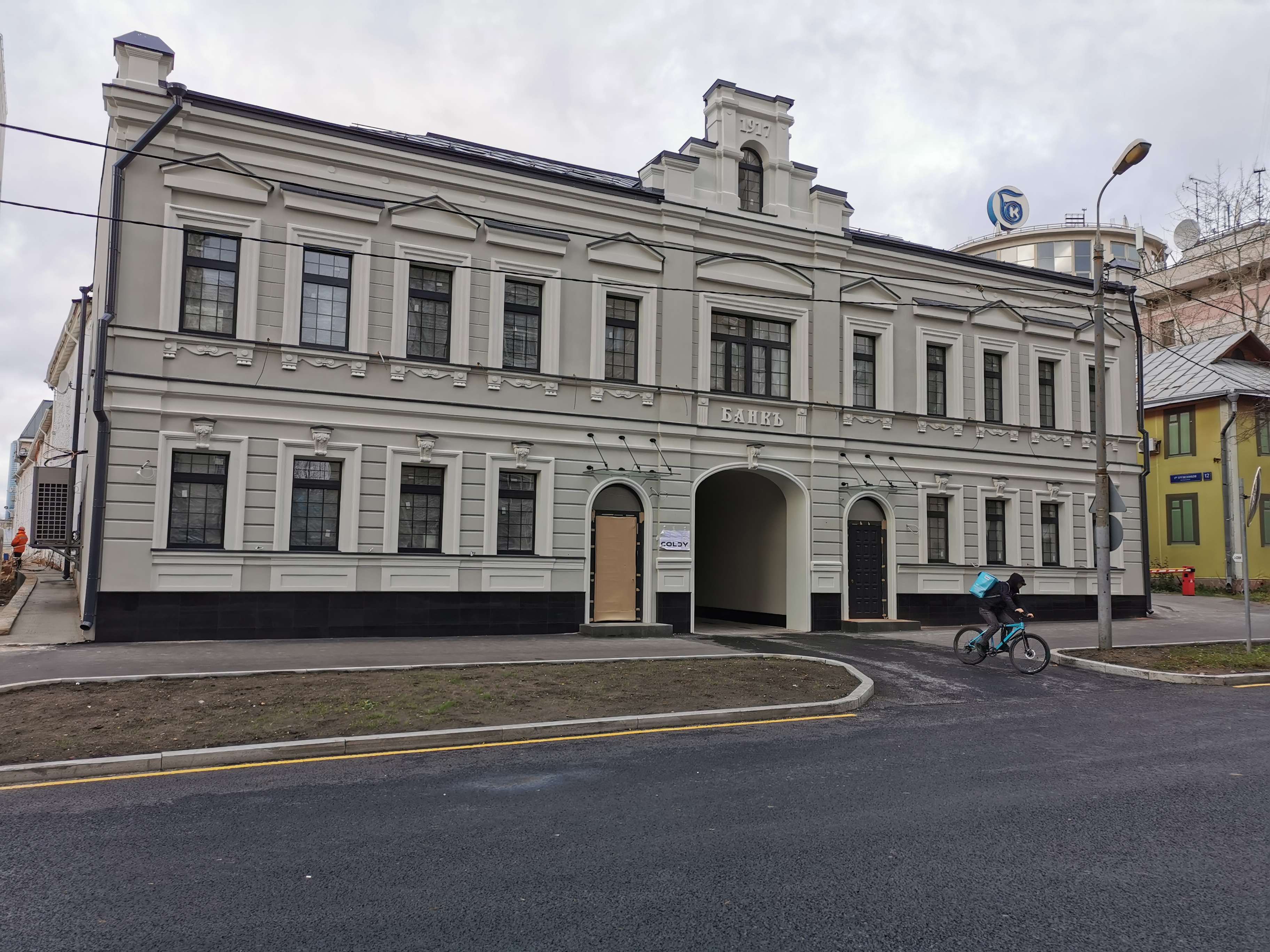
1-й Тружеников переулок в Хамовниках

## Описание
1-й переулок Тружеников постепенно отходит от Плющихи на уровне пересечения последней с 1-м Неопалимовским переулком, образуя узкую стрелку со сквером, затем пересекает 1-й и 2-й Вражские переулки, 3-й переулок Тружеников и упирается во 2-й, где заканчивается, образуя площадь с Большим Саввинским переулком.

## Здания и сооружения
По нечётной стороне:
- № 17 — жилой дом. Здесь жил писатель А. И. Солженицын[2]. В рамках гражданской инициативы «Последний адрес» на доме установлен мемориальный знак с именем дворника Яна Яновича Неймана[3], расстрелянного органами НКВД 10 февраля 1938 года[4].
- № 17А — жилой дом (2009, проектировщик: «Моспроект-2» им. М. В. Посохина, мастерская № 19. Авторский коллектив: архитекторы А. Р. Асадов, И. В. Гелета (ГАП), Ю. Ю. Любимкина, Е. А. Бакотина, Е. С. Вербицкая, Д. Р. Дюба, Е. В. Дудырева, Е. А. Чубатый; инженеры А. М. Небытов, Е. Д. Карасёва (ГИП)[5]). Построен ЦСФО «Динамо» «в целях дальнейшего развития физической культуры и спорта»[6]

По чётной стороне:
- № 8, строение 3 — Храм Воздвижения Креста Господня на Чистом Вражке;
- № 12, строение 4 — политехнический колледж № 2;
- № 14, строение 1 — дом 1917 года (двухэтажный, каменный).
- № 16, стр. 14 — дом 1882 года (одноэтажный, деревянный на каменном подвале).